# Gunnar Nilsson
Gunnar Nilsson (Helsingborg, 20 de novembro de 1948 — Londres, 20 de outubro de 1978) foi um automobilista sueco, que correu por 2 temporadas na Formula 1, e obteve 1 vitória.
Faleceu aos 30 anos, devido a complicações de um câncer testicular.

## Carreira
Ele estreou na Fórmula 1 em 1976 na segunda corrida, o GP da África do Sul, substituindo o compatriota Ronnie Peterson na Lotus, que se desentendeu após o GP do Brasil em Interlagos com Colin Chapman. Em tão pouco tempo adapta-se rapidamente ao carro. Na terceira corrida, o GP da Espanha, em Jarama, termina em 3º lugar, obtendo o primeiro podium na carreira. Obteve ainda mais um 3º, desta vez no GP da Áustria, em Österreichring. Termina o campeonato em 10º lugar com 11 pontos.
Em 1977, como segundo piloto, Nilsson obtém a primeira e única vitória na carreira. Ela aconteceu na encharcada pista de Zolder, na Bélgica. Fez ainda a volta mais rápida dessa corrida. O piloto sueco consegue o último podium na carreira, ficando atrás de Niki Lauda da Ferrari e James Hunt da McLaren, o vencedor no GP da Grã-Bretanha, em Silverstone.
Mas à medida que o fim da temporada se aproximava, Nilsson ficava cada vez mais doente, com constantes dores de cabeça. Esperou até ao final da temporada para consultar um médico, e entretanto, tinha assinado por uma nova equipe: a Arrows. Finalizou o campeonato em 8º lugar com 20 pontos, a melhor colocação na carreira.
Depois de vários exames, os médicos disseram que a sua dor de cabeça era afinal, um câncer testicular, comum entre homens jovens. Mas na altura, era um cancro mortal, e no caso dele, as suas hipóteses de sobrevivência não eram muitas. Sendo assim, decidiu tirar uma pausa na carreira, para tratar da doença.
Enquanto estava no Hospital Chaning Cross, em Londres, um dos melhores do mundo na área da Oncologia, Nilsson reparava no sofrimento das crianças ao serem submetidas aos vários tratamentos, como a quimioterapia e a radioterapia. Tal como eles, Nilsson perdeu o seu cabelo, mas recusava os sedativos, achando que seriam melhor aplicados nas crianças. Nessa altura, tinha o apoio e a solidariedade dos seus colegas pilotos, que o homenageavam sempre que o podiam. Em Zolder, Mario Andretti dedicou a sua vitória ao ex-companheiro, e outro dos seus amigos no “paddock” era Ronnie Peterson, que o tinha substituído na equipe.
Contudo, os acontecimentos em Monza, no mês de setembro, precipitaram o seu fim. Ronnie Peterson estava morto, e foi um Nilsson fraco e inconsolável, que fez questão de acompanhar o seu funeral em Örebro, a sua cidade natal. Regressou a Londres para morrer, à 20 de outubro de 1978, um mês antes de fazer 30 anos.

## Gunnar Nilsson Cancer Foundation
Um ano depois da sua morte, a sua mãe Elisabetha lançou o "Gunnar Nilsson Cancer Foundation", que se dedica à investigação e tratamento do câncer. Quando a sua mãe morreu, alguns anos mais tarde, toda a sua fortuna reverteu-se para esta fundação, que se tornou numa das poderosas do seu país. Hoje em dia, graças ao trabalho cientifico, o câncer testicular tem cura em mais de 90 por cento de casos, contra os cerca de 10 por cento há 30 anos.
Em 1979, o ex-beatle George Harrison doou a Fundação todos os ganhos com a gravação do single "Faster", canção dedicada aos heróis do automobilismo.

## Todos os resultados de Gunnar Nilsson na Fórmula 1
(Legenda: Corrida em itálico indica volta mais rápida)
| Ano  | Equipe                 | Chassis  | Motor                | Pneus | 1       | 2       | 3       | 4      | 5       | 6       | 7       | 8       | 9       | 10     | 11      | 12      | 13      | 14      | 15      | 16      | 17      | Pontos | Posição |
| ---- | ---------------------- | -------- | -------------------- | ----- | ------- | ------- | ------- | ------ | ------- | ------- | ------- | ------- | ------- | ------ | ------- | ------- | ------- | ------- | ------- | ------- | ------- | ------ | ------- |
| 1976 | John Player Team Lotus | Lotus 77 | Ford Cosworth DFV V8 | G     | BRA Ret | AFS Ret | USW Ret | ESP 3º | BEL Ret | MON Ret | SUE Ret | FRA Ret | GBR Ret | ALE 5º | AUT 3º  | NED Ret | ITA 13º | CAN 12º | USA Ret | JAP 6º  |         | 11     | 10º     |
| 1977 | John Player Team Lotus | Lotus 78 | Ford Cosworth DFV V8 | G     | ARG DNS | BRA 5º  | AFS 12º | USW 8º | ESP 5º  | MON Ret | BEL 1º  | SUE 19º | FRA 4º  | GBR 3º | ALE Ret | AUT Ret | NED Ret | ITA Ret | USA Ret | CAN Ret | JAP Ret | 20     | 8º      |

### Corridas fora do campeonato
Não valeram pontos para o Campeonato Mundial de Fórmula 1 de 1976
| Evento                           | Circuito     | Data        | Largada | Chegada | Construtor | Descrição |
| -------------------------------- | ------------ | ----------- | ------- | ------- | ---------- | --------- |
| XI Race of Champions             | Brands Hatch | 14 de março | 3ª      | 8º      | Lotus-Ford | Detalhes  |
| XXVIII BRDC International Trophy | Silverstone  | 11 de abril | 4ª      | 6º      | Lotus-Ford | Detalhes  |